# Дандун
Дандун (на опростен китайски: 丹东; на традиционен китайски: 丹東; на пинин: Dāndōng, до края на 20 век Андун, Andōng) е град в Китайската народна република, провинция Ляонин. Той е пристанище на река Ялудзян и е свързан с отсрещния севернокорейски град Синъйджу с Мост на дружбата.

## Икономика
Дандун е важен железопътен възел и център на дървообработвателната индустрия. Освен нея, застъпени са и коприненотекстилната, машиностроителната и кибритената промишленост.